# خميسي (الهايي)
خميسي (بالفارسية: خماسی) هي قرية وتقع في إيران في قسم الهايي الريفي. يقدر عدد سكانها بـ 260 نسمة بحسب إحصاء 2016.